# MEGA Plus

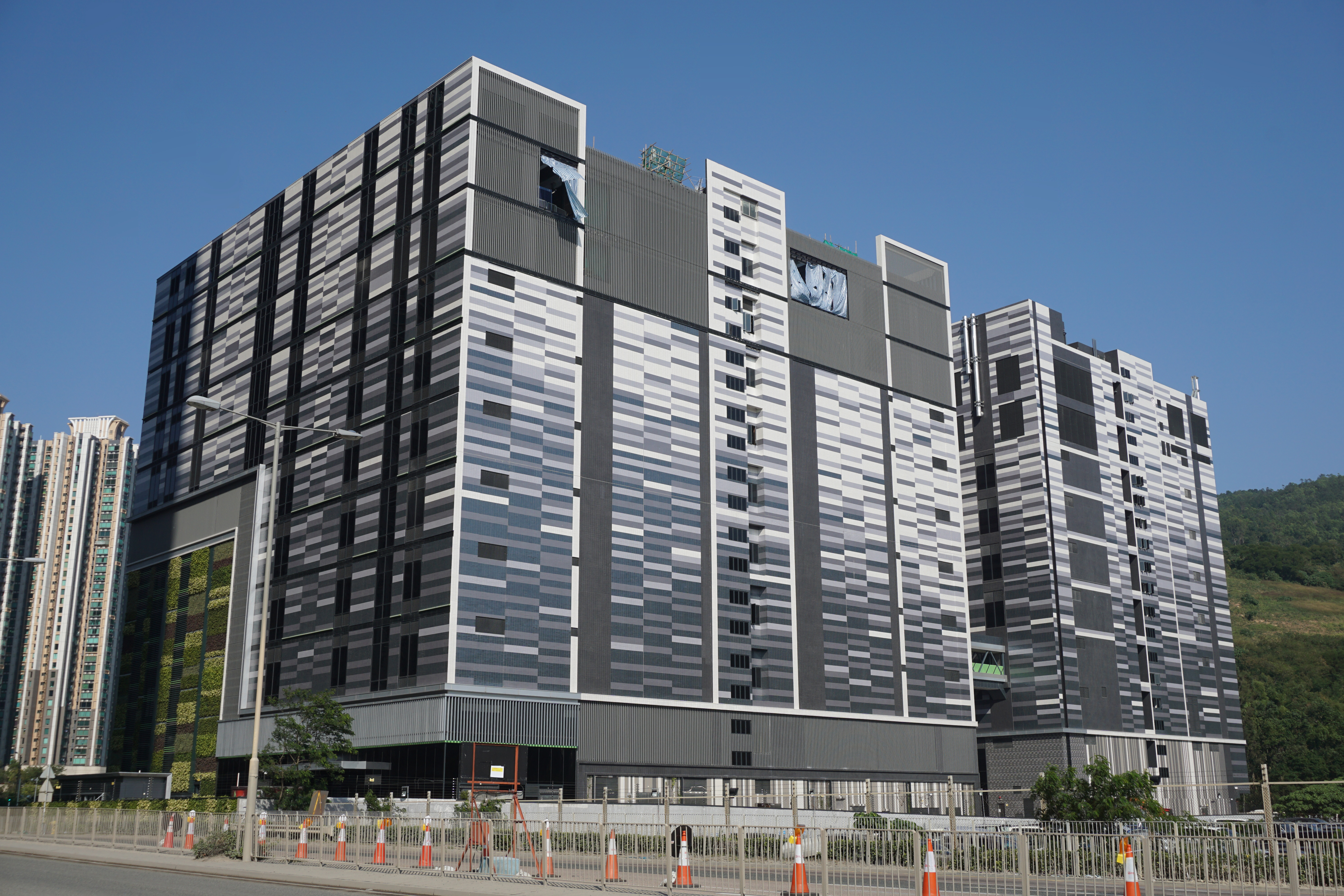
MEGA Plus

MEGA Plus為新意網旗下位於香港新界西貢區將軍澳第85區環保大道299號一幅1.03公頃的土地上高端數據中心，樓面面積逾47萬平方呎，高度限制在主水平基準以上60米，於2017年落成。

## 沿革
基於證券交易、雲端運算服務及電子商貿事務發展一日千里，香港政府資訊科技總監辦公室於2010年委託了顧問進行相關研究。2012年，根據報告所指出，預計於2009年至2015年年間，香港對數據中心的需求每年的複合增長率為9.8%。單是2011年，在這方面的增長率已經逾18。顧問研究所發表的報告粗略地估計，從2011年至2015年年間，香港將會需要額外撥出5公頃的土地作為發展高端數據中心用途。資訊科技總監辦公室指出，於2010年至2012年，有多間香港公司及國際企業均表示希望在香港發展高端數據中心，惟由於缺乏合適用地而未能夠如願，故此認為香港必須把握優勢，再以適當的政策配合之，爭取這些具有高增值的設施落戶香港。根據香港政府研究，數據中心對香港經濟的發展影響巨大，以2009年為例，數據中心營辦商及終端用戶為香港所帶來的經濟收益達34億港元，創造了約4,800個就業機會。 
根據全球最大的私人房地產資訊服務公司──高緯環球，及世界頂尖的工程顧問公司Hurleypalmerflatt所聯合發表的《2012數據中心風險指數報告》統計，又以11項最容易影響數據中心正常運作的因素進行風險評估，包括能源成本、國際網速帶寬、企業營運難易程度、企業稅率、勞動成本、政治穩定水準、可持續性、自然災害、國民生產總值、通貨膨脹及水資源等等。結果顯示，在有30個國家或者地區的總排行榜上，香港名列亞太區第一位，而香港在此業事的主要競爭對手新加坡在總排行榜上則由2011年的第11位急跌至第17位。高緯環球香港執行總監蕭亮輝表示，香港是亞太區區內最適合作為設立數據中心的地區，其優勢包括了：香港比較少有自然災害，而且遠離地震帶及火山帶；香港供電穩定，供電穩定率為99.999%，為屬於世界頂級水平；香港電力收費便宜：為亞太區區內最低之一；香港電訊網絡先進，設有9條海底及17條陸上光纖通訊纜貫穿至世界各地。
為了推動更多大型數據中心在香港落戶及建設，在《2012年至2013年度香港政府財政預算案》中，香港政府宣布了推行兩項措施以援助數據中心在香港發展，其一是業界如果將合資格的工業大廈部分樓層更改作為數據中心用途時，如果其申請獲得批准，香港政府將會豁免其豁免書費用。另一項措施為業界如果計畫在工業用地上發展高端數據中心，例如將現時存有的工業大廈重新興建為數據中心，當中涉及修訂地契，香港政府將會按照其實際的發展密度，以及數據中心用途評定補地價，金額將會比較以往根據最大地積比的計法為低。兩項措施均由同年6月25日開始實施，至2016年3月31日為止。
除此之外，香港政府計劃撥出將軍澳第85區環保大道的一幅1.03公頃土地作為發展高端數據中心，毗鄰將軍澳工業邨（至2012年，已經有多間香港公司和國際企業在將軍澳創新園內興建及設立高端數據中心，佔地逾10公頃，而且還有很多項目正在進行興建或者擴建。）。該幅土地預計最早於2013年次季公開競投。屆時，位於上址的（兩家香港巴士公司）臨時巴士車廠將會搬遷至將軍澳第26區。選擇於該處興建的原因，是因為顧問評估指出，於上述地址發展不會對將軍澳的交通、供水、排洪、通風或者環境等方面構成負面影響。此外，香港政府亦會於稍後在將軍澳額外增加撥出一幅1公頃的土地作為數據中心（由Global Switch營運）。
2012年9月月初，香港政府已經向城市規劃委員會申請許可規劃該幅土地作為數據中心用途。與此同時，同步展開有關於投標底價等事項的研究。
2013年10月4日，將軍澳創新園高端數據中心用地截標，地政總署表示合共接獲5份標書。同月9日，地政總署公布上述用地以4.28億港元批准予康高發展有限公司，租期為50年。